# Ford Quadricycle
Ford Quadricycle (укр. Форд Квадрицикл) — перший колісний транспортний засіб, сконструйований Генрі Фордом.
4 червня 1896 року у маленькій майстерні у внутрішньому дворі свого будинку за адресою Баглі-авеню (англ. Bagley Avenue), дім 58, у Детройті після понад двох років експериментів, у свої 32 роки Генрі Форд завершив роботу над своїм першим автомобілем з бензиновим двигуном. Конструктор дав йому назву «Quadricycle» (Квадрицикл), у зв'язку з тим, що автомобіль їздив на чотирьох велосипедних шинах. Успіх цього маленького автомобіля привів згодом до створення Ford Motor Company у 1903 році.
Двоциліндровий двигун мав потужність у 4 кінських сили. Квадрицикл приводився у рух з використанням ланцюгової передачі. Трансмісія мала дві передачі для руху вперед і була без передачі заднього ходу. Автомобіль мав кермовий важіль, колеса з дротяними спицями та 11-літровий паливний бак під сидженням. Перше випробування автомобіля відбулися 4 червня 1896 року, в ході яких була досягнуто максимальної швидкості руху у 32 км/год.
Квадрицикл експонується в музеї Генрі Форда в Дірборні, штат Мічиган.